# Городище (Красноярский край)
Городи́ще — село в Енисейском районе Красноярского края на реке Енисей. Является административным центром муниципального образования — сельского поселения «Городищенский сельсовет».

## География
Село расположено на правом берегу Енисея. В селе две улицы — 70 лет Октября и Школьная, и два переулка — Молодёжный и Новый.

## Население
| 2010 | 2016 |
| ---- | ---- |
| 263  | ↘215 |